# 韦縠
韋縠（？—？），五代時期人物，後蜀官員。

## 生平
生卒年、生平皆不詳。在後蜀擔任監察御史，官至某部尚书。著有《才調集》一書，《才調集》不選杜詩，《四庫全書總目提要》說“實以杜詩高古，其書體例不同。”